# Neofit von Bulgarien

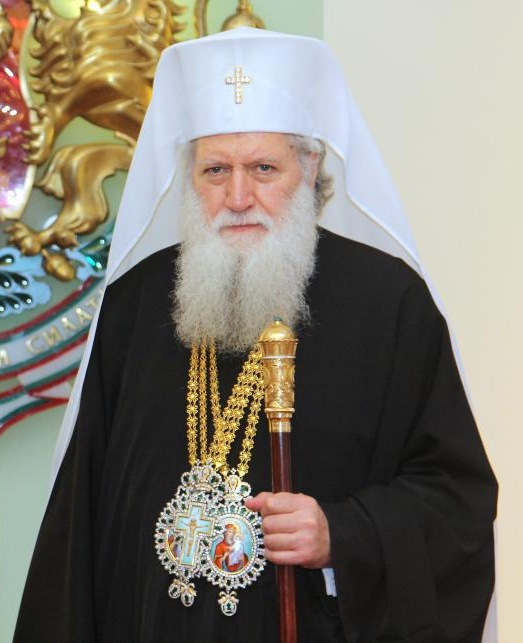
Patriarch Neofit (2013)

Neofit von Bulgarien (bulgarisch Неофит Български Neofit Balgarski) geboren als Simeon Nikolow Dimitrow (auch Simeon Nikolov Dimitrov geschrieben, bulgarisch Симеон Николов Димитров; * 15. Oktober 1945 in Sofia; † 13. März 2024 ebenda) war ein bulgarischer orthodoxer Theologe, Hochschullehrer, Mönchspriester, Bischof, Metropolit der Diözese von Russe und ab 24. Februar 2013 bis zu seinem Tod im März 2024 Metropolit der Diözese von Sofia und Patriarch der Bulgarisch-Orthodoxen Kirche (kurz BOK).

## Leben
Neofit von Bulgarien wurde am 15. Oktober 1945 als Simeon Dimitrow in eine tiefreligiöse Arbeiterfamilie in der bulgarischen Hauptstadt Sofia geboren. Nach dem Abschluss der Grundschule wurde er im Herbst 1959 an der Geistlichen Akademie von Sofia, die sich zu diesem Zeitpunkt im Kloster Tscherepisch befand, als Schüler angenommen. Die Akademie beendete Simeon im Jahre 1965. Ab September 1967 studierte Dimitrow an der Geistlichen Akademie Sweti Kliment Ochridski (heute theologische Fakultät der Universität Sofia) in Sofia. Nachdem er sie im Jahr 1971 abgeschlossen hatte, spezialisierte er sich bis 1973 auf Theologie und Kirchengesang an der Moskauer Geistlichen Akademie.
Nach dem Abschluss der Moskauer Akademie kehrte Simeon zurück und wurde am 1. September 1973 Dozent für Kirchengesang (siehe Orthodoxe Kirchen#Gesang) und Dirigent des Studentenchors der Geistlichen Akademie Sweti Kliment Ochridski. Vier Jahre später wurde er zusätzlich Dozent für Liturgie an der Akademie, an der er bis Ende 1980 lehrte.
Simeon legte am 1. September 1975 sein Ordensgelübde ab, wurde Mönch des Trojan Klosters und erhielt den geistlichen Namen Neofit. Im nächsten Monat wurde er zum Dirigenten des Priesterchors der Diözese Sofia. Am 25. März 1976 wurde Neofit zum Priester und am 21. November 1977 zum Archimandrit durch den damaligen Patriarchen in der Sofioter Kathedrale Sweta Nedelja geweiht. Zwischen dem 1. Januar 1981 und Dezember 1985 war Neofit Protosingel der Diözese Sofia.
Am 8. Dezember 1985 wurde Neofit in der Sofioter Kathedrale Alexander-Newski-Kathedrale zum Bischof der Diözese von Lewski geweiht und zum zweiten Vikar des Metropoliten von Sofia.
Nach dem Sturz des kommunistischen Regimes wurde Neofit am 1. Dezember 1989 Rektor der Akademie Sweti Kliment Ochridski und nach ihrer Wiedererstellung als Fakultät der Universität Sofia am 26. Juli 1991 ihr erster Dekan. Diesen Posten nahm er bis Januar 1992 ein, als Neofit zum Sekretär des Heiligen Synod der BOK ernannt wurde.
Als eine Minderheit im Heiligen Synod 1992 den Gehorsam gegenüber dem Patriarchen Maxim aufkündigte, unter dem „Gegenpatriarchen Pimen“ einen „alternativen Synod“ bildete und den Synodialpalast besetzte, spielte Neofit eine wichtige Rolle bei den Verhandlungen zu ihrer Freigabe.
Am 27. März 1994 wurde Neofit zum Metropoliten der Diözese von Dorostol gewählt. Als ein Kirchenkonzil 2001 den Beschluss fasste, die Diözese zu teilen, wurde er zum Metropoliten der Diözese Russe (ehemals Tscherwen).
Nach dem Tode des Patriarchen Maxim am 6. November 2012 trat ein Kirchenkonzil am 24. Februar 2013 in Sofia zusammen. Das Konzil wählte Neofit im zweiten Wahlgang mit 94 Stimmen der 138 Delegierten zum neuen bulgarischen Patriarchen. Es war die erste freie Patriarchenwahl der BOK seit dem Mittelalter (letzter freigewählter Patriarch war Euthymios (1375–1393), die Wahlen von 1953 und von 1971 fanden unter dem Einfluss der Bulgarischen Kommunistischen Partei statt). Die erforderliche Mindeststimmzahl für die Wahl des Patriarchen lag bei 92 Stimmen.
Er starb nach schwerer Krankheit am 13. März 2024 in der Militärmedizinischen Akademie Sofia im Alter von 78 Jahren. Ihm zu Ehren wurde im ganzen Land am 15. März und 16. März Staatstrauer aufgerufen. Er wurde am 16. März in der Kathedrale Sweta Nedelja, neben Exarch Josef I. beigesetzt.

## Auszeichnungen
- Doktor honoris causa der Universität Sofia (2. Dezember 2008)[5]
- Orden der Heiligen Kyrill und Methodius (22. Juni 2010)[6]
- Orden des Fürsten Jaroslaw des Weisen (I. Klasse) (2013)